# Guatemaltekischer Bürgerkrieg
Der Guatemaltekische Bürgerkrieg wurde in Guatemala von 1960 bis 1996 zwischen vier linken Guerillaorganisationen (Zusammenschluss als Unidad Revolucionaria Nacional Guatemalteca, URNG) und der guatemaltekischen Regierung ausgetragen, die meist aus sich abwechselnden, rechtsgerichteten Militärdiktaturen bestand. Dem Konflikt fielen 150.000 bis 250.000 Menschen zum Opfer (etwa zwei bis sechs Prozent der Bevölkerung), mehrheitlich Angehörige der indigenen Bevölkerung, zumeist Angehörige der Ethnien der Maya, die bei planmäßigen Massakern der Armee und rechter paramilitärischer Truppen ermordet wurden. Mindestens 100.000 Menschen, die genaue Zahl ist unbekannt, flüchteten in Nachbarländer. Das Morden fand seine Hochphase in den 1980er Jahren, als im März 1982 Efraín Ríos Montt durch einen Putsch an die Macht kam.
Eine der Ursachen des Konflikts war ein 1954 vom US-Auslandsgeheimdienst CIA als Geheimoperation initiierter Militärputsch unter dem Decknamen Operation PBSUCCESS. Dabei flogen national unkenntlich gemachte US-Flugzeuge Angriffe gegen das Land. Dies führte wie geplant zum Sturz des demokratisch gewählten, bürgerlich-konservativen Präsidenten Jacobo Árbenz Guzmán und hatte eine gravierende innenpolitische Destabilisierung zur Folge.
Am 29. Dezember 1996 kam es zu Unterzeichnung des Friedensvertrages in Guatemala. Unter der Schirmherrschaft des scheidenden UN-Generalsekretärs Butros Butros-Ghali unterzeichneten Vertreter von UNRG und der Regierung Álvaro Arzú Irigoyen den Acuerdo de paz firme y duradera (Festes und Dauerhaftes Friedensabkommen).
Aufgrund der massiven Menschenrechtsverletzungen an Zivilisten wird er zu den so genannten schmutzigen Kriegen gezählt und von der dortigen Justiz heute teils als Völkermord bewertet.

## Ursprünge des Bürgerkriegs
Seit seiner Unabhängigkeit 1821/39 war die Geschichte Guatemalas von Militärdiktaturen und extremen sozialen Gegensätzen geprägt. Um das Jahr 1944 besaßen Großgrundbesitzer, die rund 2 % der Bevölkerung ausmachten, etwa 70 % der landwirtschaftlichen Nutzflächen des Landes.

### Landreform und durch US-Geheimoperation unterstützter Putsch
Nach dem Sturz des Diktators Jorge Ubico 1944 leitete Präsident Juan José Arévalo eine Reformphase ein. Sein Nachfolger Jacobo Árbenz Guzmán (Präsident von 1950 bis 1954) führte eine umfangreiche Landreform durch, bei der ungenutzter Großgrundbesitz, unter anderem des US-amerikanischen Lebensmittelkonzerns United Fruit Company (heute: Chiquita Brands International), an landlose bzw. landarme Bauernfamilien verteilt wurde. In der so genannten Operation PBSUCCESS führte daraufhin im Juni 1954 eine vom US-amerikanischen Auslandsgeheimdienst CIA aufgestellte Truppe aus rund 400 guatemaltekischen Offizieren und Soldaten einen gewaltsamen Militärputsch durch. Sie stürzten den demokratisch gewählten Präsidenten Jacobo Árbenz und setzten den General Carlos Castillo Armas als Diktator ein. Laut freigegebenen Akten der CIA soll dabei die Truman-Doktrin eine Hauptrolle gespielt haben, mit deren Hilfe während der McCarthy-Ära eine vermutete bzw. behauptete „kommunistische Bedrohung“ (siehe unten) aus Zentralamerika für die USA verhindert werden sollte. Eine Rolle spielte auch, dass der CIA-Chef Allen Welsh Dulles nebenbei als Rechtsanwalt und Lobbyist für die United Fruit Company tätig war. Auch sein Bruder, US-Außenminister John Foster Dulles, hatte über dieselbe Rechtsanwaltskanzlei Sullivan & Cromwell wirtschaftliche Interessen im Zusammenhang mit dem Unternehmen.

### Motivation für den Putsch
Über die Motive, die die US-Regierung zu dem Putsch veranlassten, besteht noch kein wissenschaftlicher Konsens, obwohl 1997 ein Teil der betreffenden Akten von der CIA veröffentlicht wurde. Teils wird als Ursache auf die Fortsetzung älterer, interventionistischer US-Doktrinen wie der Truman-Doktrin, der Monroe-Doktrin und der damals neuen, so genannten Domino-Theorie hingewiesen. Teils wird auch die damalige Kommunismus-Hysterie in den USA während der McCarthy-Ära betont, und teils die bereits erwähnten wirtschaftlichen Eigeninteressen der für die Aktion maßgeblichen Dulles-Brüder sowie die vorherige massive Lobby- und manipulative Pressearbeit der United Fruit genannt, siehe auch unten. Arbenz war zwar selbst bürgerlich-konservativ, arbeitete aber im Rahmen seiner Landreform pragmatisch mit der bei den Landarbeitern einflussreichen kommunistischen Partei Guatemalas zusammen. Er legalisierte die Kommunistische Partei Guatemalas (Partido Guatemalteco de Trabajo (PGT), Guatemaltekische Partei der Arbeit). Sie war zwar im Parlament nur mit vier von 57 Abgeordneten vertreten und stellte auch keinen Minister im Kabinett Arbenz’, besaß aber Einfluss im Landwirtschaftsministerium, das mit der Landreform befasst war. Diese Zusammenhänge wurden von der CIA zum Anlass genommen, der amerikanischen und der Weltöffentlichkeit die gesamte Geheimoperation fälschlich als „Revolution“ zu verkaufen, bei der das angeblich in der Gewalt des Kommunismus befindliche Guatemala von patriotischen einheimischen Militärs „befreit“ wurde. Dazu wurde der demokratisch gewählte Arbenz systematisch und fälschlich als Kommunist denunziert und dafür gesorgt, dass dies über die US-Medien verbreitet wurde. Die Rolle der CIA bzw. der US-Regierung bei den Vorgängen wurde gegenüber der Öffentlichkeit vollkommen geheim gehalten und kam erst Jahrzehnte später allmählich an die Öffentlichkeit.

### Erfindung der „kommunistischen Bedrohung“ und Medienmanipulation
Für den Entwurf und die Koordinierung der zugehörigen umfangreichen Desinformations-Kampagne zur entsprechenden Manipulation der Medien war Edward Bernays verantwortlich, der auch Erfinder des modernen Ersatzbegriffs Public Relations für das in Verruf geratene Wort Propaganda war. Laut New York Times baute Bernays im Auftrag der United Fruit Company ab 1951 selbst ein privates Netzwerk von Agenten in Lateinamerika auf, um negativ gefärbte Informationen über Arbenz zu verbreiten und diesen zu diskreditieren. Dazu lancierte er auch selbst Falschmeldungen an große US-amerikanische Zeitungen, mittels derer der eigentlich konservative, ehemalige Militär Arbenz als „Kommunist“ stigmatisiert und so die öffentliche Meinung in den USA allmählich für den geplanten Staatsstreich vorbereitet wurde.

### Beginn der innenpolitischen Destabilisierung
Der faktisch durch die CIA als Präsident bzw. Diktator eingesetzte Carlos Castillo Armas machte die sozialen Reformen – einschließlich der Landreform – des gestürzten Präsidenten Arbenz rückgängig, wurde aber 1957 ermordet. General José Miguel Ramón Idígoras Fuentes, unter dem früheren Diktator Ubico verantwortlich für zahlreiche Massaker und die brutale Aufstandsbekämpfung verschiedener Unruhen im Land, wurde neuer Präsident. Die politische Destabilisierung des Landes durch den von der CIA geplanten, von der US-Regierung autorisierten Putsch wird weithin als eine der Ursachen des folgenden, 36 Jahre dauernden Bürgerkriegs angesehen.

## Der Bürgerkrieg

### Entwicklung zum Bürgerkrieg
Unter der Schirmherrschaft des mittelbar durch den CIA-Putsch an die Macht gekommenen Präsidenten und Diktators José Miguel Ramón Idígoras Fuentes betrieb die Regierung Guatemalas weiterhin eine enge Arbeitsbeziehung mit der CIA. So ließ der US-Botschafter Lester D. Mallory auf der Farm Finca La Helvetia um 1960 rund 5000 von der CIA organisierte und bezahlte exilkubanische Söldner für die geplante paramilitärische Invasion in der Schweinebucht auf Kuba trainieren. Mit dieser wollte die CIA Kuba von den durch Fidel Castro geführten Kommunisten „zurückgewinnen“, sie wurde jedoch für die CIA und auch die Regierung von Präsident John F. Kennedy ein katastrophaler und peinlicher Fehlschlag. Die Farm in Retalhuleu war Eigentum von Roberto Alejos Arzú, einem engen Freund von Idígoras.
Als Reaktion auf den zunehmend autokratischen Regierungsstil von Idígoras Fuentes rebellierte am 13. November 1960 eine Gruppe junger Offiziere der Kaserne Fuerte de Matamoros. Nachdem dies misslang, gingen einige von ihnen, zum Beispiel Luis Augusto Turcios Lima und Marco Antonio Yon Sosa, in den Untergrund und knüpften enge Beziehungen zum kommunistischen Kuba. Diese Gruppe bildete den Kern der Kräfte, die sich in den folgenden 36 Jahren im dauerhaften bewaffneten Aufstand gegen die Regierung befanden.
In Guatemala wurde für diese militärische Auseinandersetzung die gemeinsame Sprachregelung Conflicto armado interno (interner bewaffneter Konflikt) gefunden. Dabei wurde der Aspekt intern bewusst betont, da sich weder die Regierung Guatemalas als Marionette der US-Regierung sehen wollte, noch die Aufständischen eine Einflussnahme Kubas einräumen wollten. Die weltweite Öffentlichkeit nahm von diesem „internen bewaffneten Konflikt“, in dem insgesamt bis zu 250.000 Menschen starben bzw. überwiegend als unbeteiligte Zivilisten von Regierungskräften ermordet wurden, kaum Notiz.

### Beteiligte Parteien und Konfliktstruktur
Folgende vier Guerillero-Gruppierungen waren Hauptwidersacher der Regierung während des Bürgerkrieges:
- Ejército Guerrillero de los Pobres (EGP, Guerilla-Armee der Armen)
- Organización Revolucionaria del Pueblo en Armas (ORPA, Revolutionäre Organisation des bewaffneten Volkes)
- Fuerzas Armadas Rebeldes (FAR, Streitkräfte bewaffneter Rebellen) Ende 1962 gegründet
- Partido Guatemalteco del Trabajo (PGT, Guatemaltekische Arbeiterpartei)

Diese vier Gruppierungen betrieben Wirtschaftssabotage und griffen Regierungsinstitutionen sowie militärische Einrichtungen an. Sie schlossen sich 1982 zur Unidad Revolucionaria Nacional Guatemalteca (Nationale guatemaltekische revolutionäre Vereinigung, URNG) zusammen.
Die Handlungen der Guerilleros lieferten der Regierung den Vorwand für umfangreiche Maßnahmen der so genannten Aufstandsbekämpfung. Weil die Guerillabewegung die prinzipiellen militärstrategischen Vorteile einer teils von der Zivilbevölkerung unterstützten Untergrundbewegung hatte, siehe dazu auch Asymmetrische Kriegführung, war sie für das reguläre guatemaltekische Militär nur schwer zu greifen bzw. zu bekämpfen. Wie in zahlreichen anderen derartigen, oft von den USA mitverursachten Konflikten in Lateinamerika resultierte dies in einem Schmutzigen Krieg, bei dem das Militär und inoffizielle regierungsnahe Paramilitärs zahlreiche schwere Massaker bis hin zu Massenmorden an Zivilisten begingen, meist an der indigenen Maya-Bevölkerung. Dies führte zu einer erheblichen, anhaltenden Traumatisierung der jeweils Überlebenden und der Gesellschaft. An einem Teil der Massaker nahmen die paramilitärischen Patrullas de Autodefensa Civil (PAC) teil, in welche ein Teil der indigenen Bevölkerung gedrängt worden war.
Zur gleichen Zeit drohten, folterten und ermordeten paramilitärische Todesschwadronen Bürger, die sie verdächtigten, in linksgerichtete Aktivitäten verwickelt zu sein. Eine dieser Todesschwadronen war der Movimiento de Acción Nacionalista Organizado (MANO, deutsch: Hand). Ihr Symbol war eine weiße Hand. Sie hatte Kontakte zum IV. Cuerpo der Policía Nacional und agierte vom 3. Juni 1966 bis 1978. Eine andere, von 1977 bis 1981 agierende Todesschwadron war der Ejército Secreto Anticomunista (ESA, Antikommunistische Geheimarmee).

### Hochphase des Mordens in den 1980er Jahren
Im März 1982 kam Efraín Ríos Montt durch einen Putsch an die Macht. Er wurde im August 1983 von rivalisierenden Militärs wegen „Unzurechnungsfähigkeit“ abgesetzt. Unter Montts Herrschaft fanden die sich durch den gesamten Konflikt ziehenden gravierenden Menschenrechtsverletzungen einen Höhepunkt. Mehrere tausend Menschen, darunter zahlreiche Ixil-Ureinwohner, wurden während seiner 17-monatigen Regierungszeit im Rahmen von groß angelegten Militärkampagnen ermordet, siehe dazu auch die Chronologie weiter unten. Ein erheblicher Teil der von Militärs und Paramilitärs während des 36 Jahre dauernden Bürgerkriegs planmäßig verübten Massaker fiel gemäß der Wahrheitskommission in diese Zeit. Im Jahr 2013 wurde Rios Montt wegen Völkermordes und Verbrechen gegen die Menschlichkeit nach einem aufwändigen Prozess mit vielen Zeugenanhörungen zu 80 Jahren Gefängnis verurteilt. Das Urteil wurde jedoch nur 10 Tage später vom Verfassungsgericht Guatemalas wegen „formeller Verfahrensfehler“ in einer knappen Mehrheitsentscheidung der Richter wieder aufgehoben und eine neue mündliche Verhandlung angeordnet. Menschenrechtsaktivisten hatten das Urteil gegen Ríos Montt international als „historisch“ gefeiert. Nie zuvor war ein früherer Staatschef von einem Gericht seines eigenen Landes wegen Völkermordes verurteilt worden.

### Massaker an Ureinwohnern
Während seiner Amtszeit führte das Militär umfangreiche Operationen gegen die zu den Maya zählenden Ixil-Ureinwohner durch, weil diese im Verdacht standen, die Guerillabewegung zu unterstützen. Dabei wurden etwa 400 Dörfer zerstört, über 1100 Bewohner wurden umgebracht und über 1400 Frauen vergewaltigt. Schwangeren Frauen wurden von Soldaten die Bäuche aufgeschnitten und die Föten zerstückelt. Im Prozess gegen Montt 2013 wurde festgestellt, dass seine Regierung „Hunger, Massenmord, Vertreibung, Vergewaltigung und Bombardierungen aus der Luft als Taktik zur Zerstörung der Ixil“ angewendet habe. Der Mord an Säuglingen und schwangeren Frauen sei laut dem Gericht darauf angelegt gewesen, die Ixil zu zerstören, und die sexuelle Gewalt als Mittel zur Zerstörung des sozialen Zusammenhalts eingesetzt worden.
Rios Montt sagte zu dieser Taktik der Aufstandsbekämpfung 1982 in Anlehnung an ein Zitat Mao Zedongs („der Revolutionär schwimmt im Volk wie ein Fisch im Wasser“):

„Die Guerilla ist der Fisch. Das Volk ist das Meer. Wenn du den Fisch nicht fangen kannst, musst du das Meer trockenlegen.“

### Unterstützung der Diktatur durch die US-Regierung
Wegen ihrer antikommunistischen Ausrichtung wurde Montts Regierung von der US-Regierung unter Präsident Ronald Reagan militärisch und politisch unterstützt, ebenso wie die ähnlich vorgehende Militärregierung im benachbarten El Salvador. Reagan nannte Montt einen Mann „großer persönlicher Integrität und Einsatzbereitschaft, der der Herausforderung einer brutalen, vom Ausland unterstützten Guerilla“ gegenüberstehe. Montt habe „zu Unrecht einen schlechten Ruf wegen Menschenrechtsverletzungen“ (engl. orig. „a bum rap for human rights violations“). 1983 beendete die US-Regierung ein fünf Jahre zuvor von der Carter-Regierung wegen Menschenrechtsverletzungen verhängtes Embargo für US-Militärgerät. Die Begründung war, dass Guatemala unter Ríos Montt Fortschritte („progress“) im Bereich der Menschenrechte gemacht hätte.

## Friedensverhandlungen
Óscar Humberto Mejía Víctores wurde als Nachfolger von Montt diktatorisch regierender Staatschef. Erst unter Marco Vinicio Cerezo Arévalo, der von 1986 bis 1990 Präsident der Republik Guatemala war, begannen Verhandlungen zum Ende des Guatemaltekischen Bürgerkriegs. Bereits 1986 erklärte sich die UNRG zu einem Dialog mit der Regierung Cerezo bereit. Im August 1987 fanden Verhandlungen über Friedensabkommen für Nicaragua, Guatemala, Honduras, El Salvador und Costa Rica in Esquipulas (Costa Rica) statt.
Am 11. September 1987 erfolgte die Vereinbarung zur Gründung der Comisión Nacional de Reconciliación (Nationale Kommission der Aussöhnung). 1988 begann der sogenannte Diálogo Nacional, die Vertreter der Regierungstruppen und das Comité Coordinador de Asociaciones Agrícolas (CACIF) boykottierten die Veranstaltungen. Die UNRG konnte durch den Druck von Regierung und Regierungstruppen nicht teilnehmen. Eine Delegation des RUOG und der Comisión de Derechos Humanos de Guatemala (CDHG) reiste vorübergehend nach Guatemala, um sich an dem Dialog zu beteiligen.
Am 29. Dezember 1996 kam es zur Unterzeichnung des Friedensvertrages in Guatemala. Unter der Schirmherrschaft des scheidenden UN-Generalsekretärs Butros Butros-Ghali unterzeichneten Vertreter von UNRG und der Regierung Álvaro Arzú Irigoyen den Acuerdo de paz firme y duradera (Festes und Dauerhaftes Friedensabkommen).
Alle im Friedensvertrag vereinbarten Verfassungsänderungen wurden noch unter der Präsidentschaft Arzús umgesetzt und im Oktober 1998 vom Parlament verabschiedet. Das Referendum darüber endete im März 1999 gegen die Regierung, da – bei einer Wahlbeteiligung von nur 18,6 % – 50,6 % mit „Nein“ und nur 40,4 % mit „Ja“ stimmten (10 % der Stimmen waren ungültig). Die Beendigung des Bürgerkriegs wurde davon aber nicht mehr beeinflusst.

## Aufarbeitung des Konflikts
Die von der UNO eingerichtete Wahrheitskommission CEH (Kommission zur Aufklärung der Geschichte) stellte in ihrem Abschlussbericht 1999 fest, dass 83 % der Opfer des Bürgerkrieges Indigene (davon die meisten Maya) waren und dass 93 % der Gräueltaten von der Armee, drei Prozent von den Rebellen und vier Prozent von weiteren Gruppen begangen wurden.
Aufgrund des Berichts der CEH wurde im Jahr 2000 Strafanzeige gegen den Generalstabschef Héctor Mario López gestellt, dieser wurde im Juni 2011 verhaftet. Efraín Ríos Montt, von 1982 bis 1983 Diktator und Präsident von Guatemala, wurde 2013 wegen Völkermordes und Verbrechen gegen die Menschlichkeit von einem einheimischen Gericht zu 80 Jahren Gefängnis verurteilt, das Urteil jedoch kurz danach wieder aufgehoben.
Aus dem Bericht der Wahrheitskommission von 1999 (Guatemala: Memory of Silence)  machte auch öffentlich, dass die USA während des gesamten Konflikts die verschiedenen Militärmachthaber des Landes trotz Wissen über deren Verbrechen unterstützt hatten. Präsident Bill Clinton wandte sich daraufhin 1999 an das Volk Guatemalas – es sei falsch von den USA gewesen, das Militär und verschiedene Geheimdienste Guatemalas zu unterstützen, die sich an Menschenrechtsverletzungen und der „gewaltsamen und weit verbreiteten Unterdrückung“ beteiligt hätten.

## Chronologie

### 1960–1969
- Am 13. November 1960 rebellierten die Truppen der Fuerte de Matamoros.
- Ende 1962 wurden die Fuerzas Armadas Rebeldes gegründet.
- März 1963: Sturz von José Miguel Ramón Idígoras Fuentes durch Alfredo Enrique Peralta Azurdia.
- 1. Juli 1966: Julio César Méndez Montenegro wird Präsident. Die Lyndon B. Johnson Regierung der USA intensiviert die wirtschaftliche und militärische Zusammenarbeit.
- Beginn eines Antiguerillafeldzuges

### 1970–1979
- 1. Juli 1970: Oberst Carlos Arana Osorio wird Präsident.
- Am 3. März 1974 wurde Efraín Ríos Montt vom Wahlbündnis Frente Nacional de Oposición, zu welcher die Democracia Cristiana Guatemalteca gehörte, bei den Präsidentschaftswahlen gewählt. Kjell Eugenio Laugerud García (MLN/PID) wurde Präsident und Ríos Militärattaché bei Francisco Franco.[28]
- Am 5. Dezember 1974 richtete die Regierung Kjell Eugenio Laugerud García bei Melchor de Mencos (im Petén, an der Grenze zu Belize) ein Ausbildungszentrum für Spezialkräfte ein. Aufgebaut wurde es vom damaligen Major Pablo Nuila Hub („Kaibil 001“), der wie etliche andere guatemaltekische Offiziere bereits an Spezialkräftelehrgängen im Ausland teilgenommen hatte. Am 5. März 1975 erhielt die Schule zu Ehren von Kayb'il B'alam den Beinamen Kaibil (Escuela de Adiestramiento y Operaciones Especiales „Kaibil“).
- 1977: Die Regierung Jimmy Carter stellt die militärische und wirtschaftliche Zusammenarbeit mit der Regierung Laugerud ein.
- 1978 wird Fernando Romeo Lucas García Präsident.
- Die Regierungen von Menachem Begin (Israel), Chiang Ching-kuo (Taiwan) und Balthazar Johannes Vorster (Südafrika) intensivieren die militärische Zusammenarbeit.
- 29. Mai 1978: Massaker von Panzós.
- Ab 1979 wurde der Complejo Industrial de Cobán bzw. die Fábrica de Municiones del Ejército (FAME), eine Feuerwaffen- und Munitionsfabrik, gebaut. Gegründet wurde FAME mit dem Dekret Nr. 81–83 vom 19. Juli 1983. Der erste Direktor war Brigadegeneral Juan José Marroquín Siliézar, Produktionsbeginn war im November 1983. Daneben lieferte die Israel Military Industries Transportflugzeuge vom Typ IAI Arava und Granaten vom Typ PRB-8.

### 1980–1989
- 31. Januar 1980: Besetzung der spanischen Botschaft durch Rebellen, die gegen ein durch die Armee verübtes Massaker in Uspantán, El Quiché[29] protestieren wollten. Im Rahmen der Stürmung der Botschaft durch die Polizei bricht ein Feuer aus, bei dem insgesamt 39 Menschen sterben.[29]
- 1981 nimmt die Regierung Ronald Reagan die militärische Zusammenarbeit wieder auf.
- September 1981: Nach Angaben des UNHCR sind etwa 40.000 Menschen vor dem Krieg in angrenzende Staaten geflohen.
- Im Februar 1982 gibt die Unidad Revolucionaria Nacional Guatemalteca ihre Gründung bekannt.
- Am 7. März 1982 wurde General Ángel Aníbal Guevara durch Wahlbetrug designierter Präsident.
- 22. März 1982: Der evangelikale General Efraín Ríos Montt putscht sich an die Macht.
- 1. April 1982: Mit dem Plan Nacional de Seguridad y Desarrollo (Nationaler Sicherheits- und Entwicklungsplan) wird unter Ríos die Strategie der Wehrdörfer und PAC angewandt. Diese Aufstandsbekämpfungsprogramme haben über 100.000 internationale Flüchtlinge und über eine Million Binnenflüchtlinge zur Folge.
- Juli 1982: Der Operationsplan „Sofía“ war eine Konkretisierung des Operationsplanes „Plan de campaña Victoria 1982“. Die Militärmanöver konzentrierten sich auf Aktionen im Norden von El Quiché und wurden im Juli 1982 ersonnen, wie eine Notiz vom 14. Juli 1982 von Francisco Ángel Castellanos Góngora, dem Befehlshaber von Puerto San José (Departamento Escuintla), an den Befehlshaber der Einsatztruppen von Q'umarkaj (Gumarcaj; Santa Cruz del Quiché) nachweist. Der pensionierte Diplomado de Estado Mayor (DEM) und Oberst der Infanterie Francisco Ángel Castellanos Góngora wurde am 31. Juli 2006 in einer Wäscherei in Guatemala-Stadt in der 19. Zone durch Schüsse von vermummten Angreifern niedergestreckt und starb im Krankenhaus.[30] Die Aufzeichnung sagt im Text, dass der Operationsplan „Sofía“ durch diese Befehlshaber in Erfüllung dessen, was ihnen durch den Generalstab der Armee befohlen wurde, ausgearbeitet worden sei. Der Generalstabschef der Armee war damals Héctor López Fuentes, welcher im Februar 2002 dem Justizministerium gegenüber erklärte, er habe direkte Befehle vom damaligen Präsidenten Efraín Ríos Montt und dem Staatssekretär im Verteidigungsministerium Humberto Mejía Víctores erhalten.[31]

Dem Operationsplan „Sofía“ zugeordnete Massaker:
- Am 7. Juli 1982 kam die Armee in die Siedlung Caserío Puente Alto im Dorf El Quetzal, Barillas, im Departamento Huehuetenango. Die Männer wurden von den Frauen getrennt, einige Frauen wurden vergewaltigt und ungefähr 360 Menschen ermordet.
- Am 17. Juli 1982 kam die Armee in das Dorf San Francisco, Nentón, im Departamento Huehuetenango, rief die Bevölkerung zu einer Versammlung zusammen und ermordete 350 Menschen.
- Am 17. Juli 1982 ging die Armee in die Gemeinde Plan de Sánchez, schloss die Ein- und Ausgänge und zog die Menschen aus den Häusern. Die Frauen wurden vergewaltigt, 368 Menschen wurden ermordet, und den Überlebenden wurde befohlen, die Leichen zu beerdigen. Die Armee zog am 19. Juli 1982 wieder ab.
- Am 15. August 1982 kam die Armee in das Dorf San Francisco Javier, Santa María Nebaj, im Departamento Quiché und ermordete 30 Menschen mit Schusswaffen und Macheten.
- Am 9. September 1982 kamen 150 Soldaten, begleitet von Patrouillen der AC, in das Dorf Vibitz, Santa María Nebaj und ermordeten 17 Menschen.
- Am 14. September 1982 kamen PAC und reguläre Regierungstruppen in die Siedlung Agua Fría, in Chicamán, im Departamento El Quiché, wo sie 92 Menschen ermordeten.
- Am 7. Dezember 1982 ermordete eine Einheit der Kaibiles in Dos Erres 252 Menschen.

Weitere Ereignisse der 1980er Jahre:
- Im August 1983 wurde Ríos von seinem Verteidigungsminister Óscar Humberto Mejía Víctores weggeputscht.
- 1983 wurden die PAC und die Wehrdörfer institutionalisiert.
- Im Juni 1984 entstand die „Grupo de Apoyo Mutuo“ (GAM; Gruppe für gegenseitige Hilfe), welche sich für die Aufklärung von über 40.000 Fällen von Desaparecidos einsetzte.
- Im Februar 1984 wurde der Gewerkschaftsdachverband UNSITRAGUA gegründet.
- Im Januar 1986 wurde Marco Vinicio Cerezo Arévalo von der Democracia Cristiana Guatemalteca Präsident.
- Ab 1986 verfügte die Regierung Cerezo über Polizei- und Wirtschaftszusammenarbeit mit den Regierungen Helmut Kohl (Deutschland), Felipe González (Spanien), Ronald Reagan (USA), Wilfried Martens (Belgien), Jacques Chirac (Frankreich), Bettino Craxi (Italien) und Jaime Lusinchi (Venezuela).
- 1986 erklärte sich die UNRG zu einem Dialog mit der Regierung Cerezo bereit.
- Im August 1987 fanden Verhandlungen über Friedensabkommen für Nicaragua, Guatemala, Honduras, El Salvador und Costa Rica in Esquipulas (Costa Rica) statt.
- 11. September 1987 Vereinbarung zur Gründung der Comisión Nacional de Reconciliación (Nationale Kommission der Aussöhnung).
- Vom 7. bis 9. Oktober 1987 trafen sich Vertreter von UNRG und Regierung in Madrid.
- 1987 bis 1988 führten die Regierungstruppen einen Großangriff gegen Guerilla und Bevölkerung durch.
- Protestbewegungen traten selbstbewusster auf, landlose Bauern besetzten Grundstücke.
- Im Dezember 1987 wurde das Gewerkschaftsbündnis Unidad de Acción Sindical y Popular (UASP) gegründet. Mitgliedsorganisationen waren Unión Sindical de Trabajadores de Guatemala (UNSITRAGUA), Studentenorganisationen und das Comité de Unidad Campesina.
- Vom 18. März bis 14. April 1988 reiste die Representación Unitaria de la Oposición Guatemalteca (RUOG) trotz Drohungen der Regierung nach Guatemala, um die Menschenrechtssituation zu überprüfen. Rigoberta Menchú und Rolando Castillo wurden am Flughafen verhaftet. Nach internationalen Protesten wurden die beiden wieder freigelassen.
- 11. Mai 1988 Putschversuch von rechtsextremen Militärs und Zivilisten
- Am 10. September 1988 wurde der Witwenverband Coordinadora Nacional de Viudas de Guatemala (CONVIGUA) in Guatemala gegründet, er stellte einen Antrag auf Aufnahme in die UASP und verlangte die Teilnahme am Diálogo Nacional.
- Am 22. November 1988 wurden 22 Bewohner bei einem Massaker von Spezialeinheiten der Regierungstruppen im Dorf El Aguacate in Chimaltenango ermordet.
- Am 8. März 1988 begann der Diálogo Nacional, die Vertreter der Regierungstruppen und das Comité Coordinador de Asociaciones Agrícolas (CACIF) boykottierten die Veranstaltungen. Die UNRG konnte durch den Druck von Regierung und Regierungstruppen nicht teilnehmen. Eine Delegation des RUOG und der Comisión de Derechos Humanos de Guatemala (CDHG) reiste vorübergehend nach Guatemala, um sich an dem Dialog zu beteiligen.[32]

### 1990–1996
- 5. Oktober 1995: Ungeachtet der laufenden Verhandlungen über einen Friedensvertrag verüben Soldaten im Dorf Xamal im Departamento Alta Verapaz ein weiteres Massaker.[33]
- 29. Dezember 1996: Unterzeichnung des Friedensvertrages in Guatemala. Unter der Schirmherrschaft des scheidenden UN-Generalsekretärs Butros Butros-Ghali unterzeichnen Vertreter von UNRG und der Regierung Álvaro Arzú Irigoyen den Acuerdo de paz firme y duradera (Festes und Dauerhaftes Friedensabkommen).[34]
- 26. April 1998: Ermordung von Juan José Gerardi Conedera durch drei Offiziere.

## Dokumentarfilm
- Evolution der Gewalt, Österreich 2011, 77 min., Buch/Regie: Fritz Ofner